# 消滅時效
消滅時效是民法的制度，中国大陆称诉讼时效，指的是請求權因一定期間不行使而消滅或效力減損的時效制度。通常在民法的時效期間裡面，可以分為「取得時效」與「消滅時效」二種。與消滅時效不同，取得時效係指非所有權人占有他人之物繼續行使權利達一定期間而取得權利之制度。

## 時效制度的意義
其意義有：
1.尊重客觀現存秩序，維護社會交易安全  
權利外觀的繼續不變，會產生信賴，例如土地遭他人長期占有而不加以排除，產生社會長期的信賴時，為了維護交易的安全、法律秩序的安定，此時即不宜也不易再加以推翻。
2.簡化法律關係，避免訴訟上舉證困難  
權利人長期不行使權利，會導致舉證日益困難，進而造成訴訟久延，與訴訟經濟的原則相悖，也會導致法律關係長久難以確定。故此，技術上，以時效代替證據可使法律關係早日確定。
3.在權利上睡眠者，法律不宜長期保護  
羅馬法諺「法律幫助勤勉人，不幫助睡眠人」(vigilantibus et non dormientibus jura subveniunt)，在私法自治的原則下，與公益無關者，權利人雖有權利不行使權利，但是長久不行使權利的情況下容易產生上述弊病，為了維護現行法律秩序，確保秩序的安定，採取時效制度可以達到教育、督促權利人早日行使權利的目的，以減少法律紛爭、促進和諧。

## 中華民國
中華民國民法第六章（第125條以下）乃消滅時效制度。

### 期間
消滅時效分為「一般時效期間」與「特別時效期間」，一般時效期間為15年，特別時效期間則以法律規定之，不得以命令訂定之。在中華民國未有長餘15年之特別時效期間，故特別時效期間亦稱為「短期時效」。
民法第147條:「時效期間，不得以法律行為加長或縮短之。」

### 起算點
民法第128條:「消滅時效，自請求權可行使時起算。以不行為為目的之請求權，自為行為時起算。」
所謂請求權可行使時，乃指權利人得行使請求權之狀態而言，至於義務人實際上能否給付，則非所問。在通常情形，於權利成立並生效時，請求權即可行使。若請求權訂有期限，自期限屆至屆滿時起算。

### 時效中斷
指在消滅時效期間進行中，由於有不宜進行的事實發生，致已進行的期間歸於無效，並自事由終止時重新起算。相關規定在民法第129條。又依同法第138條規定，時效中斷僅具相對性。時效中斷的原因有起訴、請求、承認等八種。

### 時效不完成
指時效期間將近完成之際，對於權利人有不能或難於行使權利的障礙事由存在，使時效暫時不完成。在時效不完成的制度下，障礙事由的發生並不停止時效的進行，性質上，係在障礙事由終止後將時效期間酌予延長，並於此項期間經過後時效始告完成。例如民法第139條之天災事變。時效不完成的障礙事由係客觀上有窒礙難行的社會事實，因此時效不完成對於任何人均有效力，具有絕對性。

### 時效客體
消滅時效的客體雖為請求權，但並非所有請求權皆得為消滅時效的客體，此為民法消滅時效制度上長久以來的問題。在財產上請求權，依照請求權標的之不同，可分為債權請求權以及物權請求權，前者原則上有消滅時效的適用，然後者則有爭議，在中華民國依照司法院大法官釋字第107號、第164號解釋，已登記不動產之物權請求權無民法消滅時效之適用。而未登記之不動產及動產之物權請求權，依照反面解釋，則有消滅時效的適用，得為消滅時效之客體。至於身分上請求權，如為純粹身分關係之請求權，因與公共秩序、善良風俗及道德觀念密不可分，因此不因時效經過而消滅；如為身分上之財產請求權，因為以財產為目的之請求權與一般請求權並無不同，自得為消滅時效之客體。

## 時效完成
消滅時效完成後的效力，各國規定不同，主要有以下三种类型：

### 權利消滅主義
如日本民法規定，時效經過，權利本身歸於消滅。

### 訴權消滅主義
如法國民法規定，訴權（提起訴訟請求法院以強制力解決紛爭的權利）因時效而消滅。

### 抗辯權發生主義
如德國、中華民國、中华人民共和国。時效經過後，權利本身並不消滅，請求權亦不消滅，只賦予債務人拒絕履行給付的抗辯權。此抗辯權為永久性抗辯權，時效經過後的債務稱為自然債務。須注意者，如債務人未提出抗辯，法院不能依職權駁回債權人之請求，與撤銷權的除斥期間不同。時效經過後債務人仍可以履行已罹於時效之債務，此時並非非債清償，不生不當得利的問題。

## 外部連結
- (1)訴訟時傚法(2)追訴時傚法,statute of limitations （页面存档备份，存于）
- 消滅時效,extinctive prescription/negative prescription/restrictive prescription （页面存档备份，存于）